# 五色塚古墳
五色塚古墳（ごしきづかこふん、千壺古墳（せんつぼこふん））は、兵庫県神戸市垂水区五色山にある古墳。形状は前方後円墳。国の史跡に指定され、出土品は国の重要文化財・神戸市指定有形文化財に指定されている。
兵庫県では最大規模の古墳で、4世紀末-5世紀初頭（古墳時代中期）頃の築造と推定される。日本で最初に復元整備が行われた古墳として知られる。
本項では、五色塚古墳の西側にある小壺古墳（五色塚古墳と合わせて国の史跡）についても併せて解説する。

## 概要

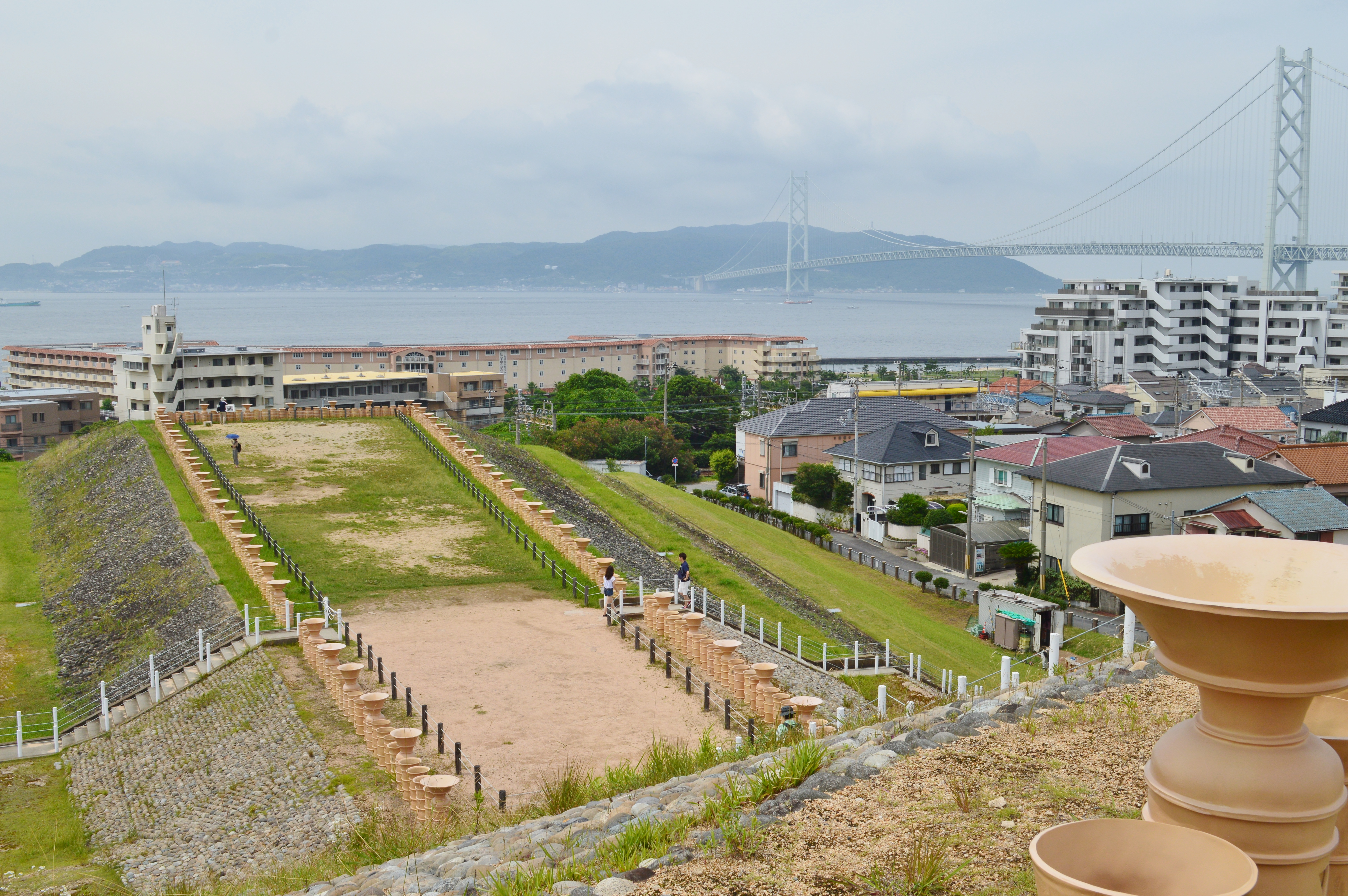
墳頂から明石海峡を望む

兵庫県南部、神戸市西部の垂水丘陵南端部において、眼下に明石海峡を、対岸に淡路島を望む位置に築造された巨大前方後円墳である。古墳名の「五色塚」や「千壺」は江戸時代から見られる呼称で、「五色塚」の由来には諸説があり詳らかでないが、「千壺」の由来は墳丘上の埴輪群によるという。古墳域は戦前には松林として保護されていたが、戦中に松は油採取等に利用するため伐採され、戦後には畑地として開墾された。加えて、前方部前面には山陽電鉄本線・JR神戸線が引かれたほか、古墳周囲にも道路が敷かれたため、周濠等も改変を受けている。考古学的には、これまでに数次の発掘調査が実施されたほか、築造当時の姿へと復元整備も実施されており、日本では最初に復元整備が行われた古墳になる。
墳形は前方後円形で、前方部を南方向に向ける。墳丘は3段築成。墳丘長は194メートルを測り、兵庫県では最大規模になる（全国では第40位程度）。墳丘外表の各段には円筒埴輪列が巡らされるほか、各段斜面には葺石が認められる。特に埴輪は推計2,200本、葺石は推計223万個・2,784トンにおよび、上段・中段の葺石は淡路島産とも判明している。墳丘周囲には深い周濠・浅い外部周溝が2重で巡らされており、濠内には墳丘くびれ部左右・後円部北東の3か所に方形の島状遺構（マウンド）を有する。埋葬施設は明らかでないが、竪穴式石室の存在が推定される。
築造時期は、古墳時代中期の4世紀末-5世紀初頭頃と推定される。被葬者は明らかでないが、明石海峡やその周辺を支配した豪族首長と推測される。特に、築造に際して明石海峡対岸の淡路島から多量の石が運ばれたという事実は、『日本書紀』神功皇后紀の記事と対応するものとして注目され、これより被葬者の支配領域は淡路島まで及ぶとする説もある。また、当時としてはヤマト王権の大王墓（佐紀古墳群）に匹敵する規模の古墳になるが、一帯は明石海峡を押さえる要衝である一方で巨大古墳を築造できるだけの経済基盤の無い地域であることから、築造に際してはヤマト王権中枢からの強い関与が推測される。加えて、当時はヤマト王権の大王墓が大和（佐紀古墳群）から河内（百舌鳥・古市古墳群）へと移行する時期にもなるため、ヤマト王権中枢の変動との相関を想定する説もある。
古墳域は1921年（大正10年）に小壺古墳の古墳域と合わせて国の史跡に指定され、出土品（円筒埴輪群）は2012年（平成24年）に国の重要文化財に指定されている。

## 遺跡歴
- 明暦3年（1657年）の『摂津名所図会』に、「五色塚」の名称で図示[1]。
- 元禄11年（1698年）の『諸陵周垣成就記』に、「仲哀天皇陵土俗五色塚千壺と云ふ」と記載（『兵庫縣史蹟名称天然記念物調査報告書』第一輯に引用、ただし「勤王文庫」所収原本に記載なし）[1]。
- 享保年間（1716-1736年）の『明石記』に詳述（宝暦12年（1762年）の『播磨鑑』にも引用）[1]。
- 1921年（大正10年）3月3日、国の史跡に指定[8]。
- 1965-1974年度（昭和40-49年度）、発掘調査・復元整備工事[6]。
- 1974年（昭和49年）5月22日、史跡範囲の追加指定[8]。
- 1975年度（昭和50年度）、管理事務所建設[9]。
- 1977年度（昭和52年度）、発掘調査・復元整備工事（神戸市教育委員会、1987年に概要報告）[9]。
- 1979年（昭和54年）7月2日、史跡範囲の追加指定[8]。
- 1982-1993年度（昭和57-平成5年度）、古墳周辺範囲確認調査：第2次-第12次調査（神戸市教育委員会、2006年に報告）[3]。
- 2006年（平成18年）7月28日、史跡範囲の追加指定[8]。
- 2012年（平成24年）9月6日、出土品が国の重要文化財に指定[7]。

## 墳丘

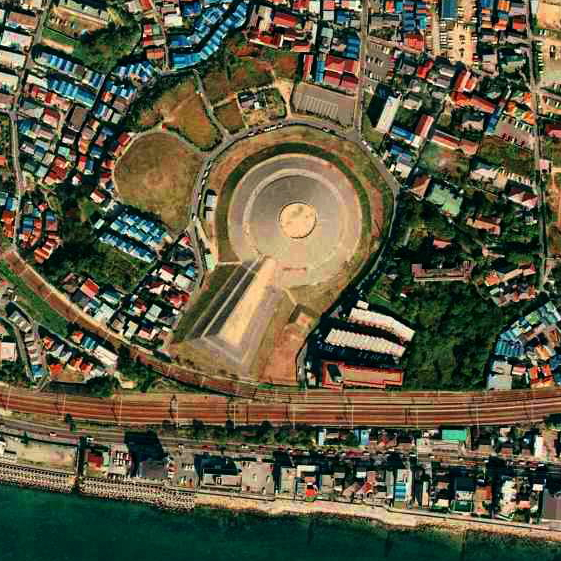
五色塚古墳の空中写真（1985年）五色塚古墳の後円部左側に小壺古墳。。

墳丘の規模は次の通り（括弧内は信頼性に欠ける推定値）。
|               | 長さ   | 後円部直径 | くびれ部幅 | 前方部幅 |
| ------------- | ------ | ---------- | ---------- | -------- |
| 上段（3段目） | 150.5m | 72.2m      | 19.0m      | 33.5m    |
| 中段（2段目） | 171.0m | 100.0m     | 37.0m      | 53.7m    |
| 下段（1段目） | 194.0m | 125.5m     | 65.2m      | (82.4m)  |

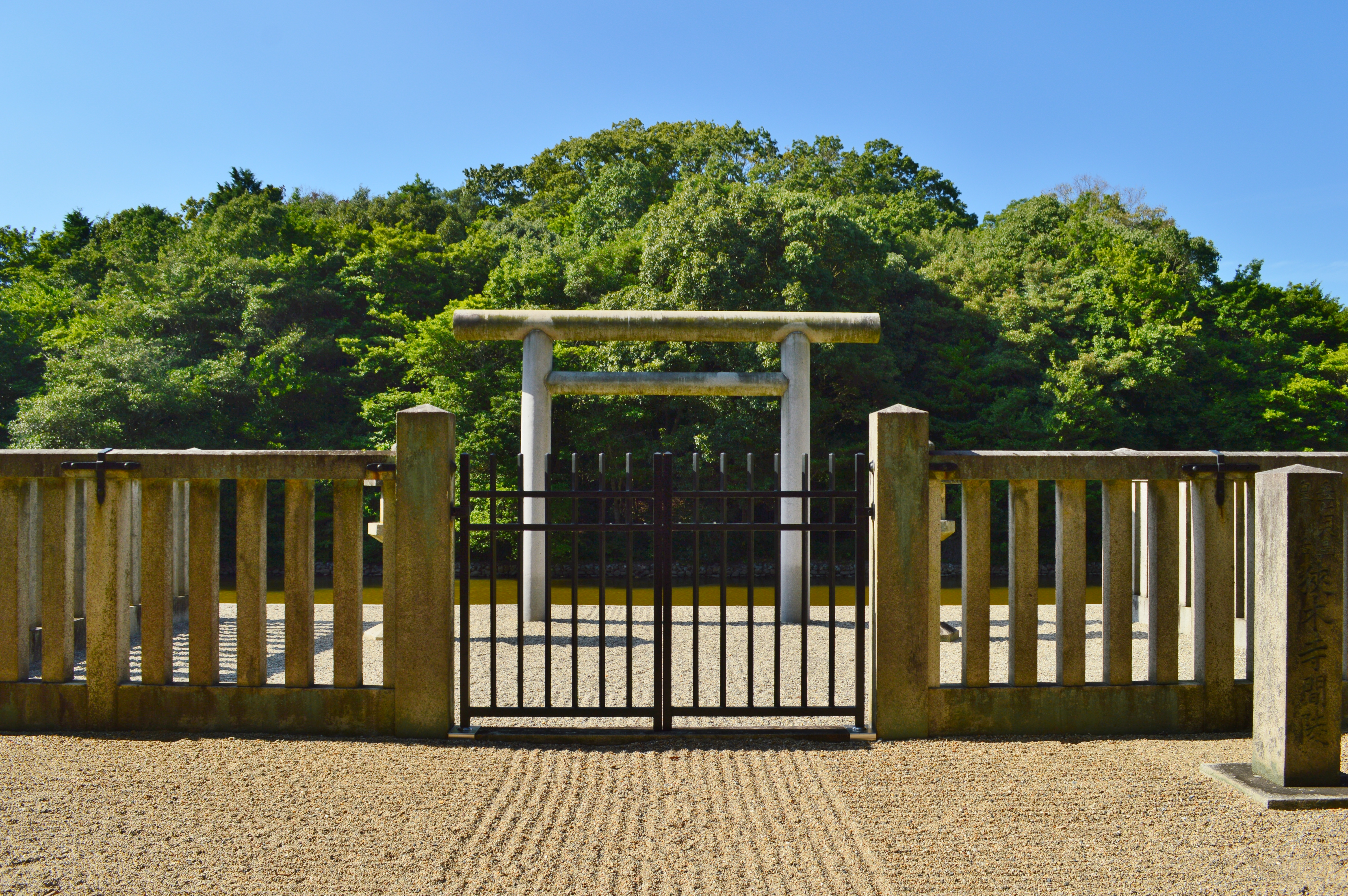
佐紀陵山古墳（奈良県奈良市）伝日葉酢媛命陵。五色塚古墳の墳形は佐紀陵山古墳とほぼ同一規格とされる。

墳丘の形成は下段では地山の削り出しに、中段・上段では盛土による。墳丘の高さは、くびれ部東側の濠底を基準とした場合に、後円部で18.8メートル、前方部先端で13.0メートルを測る。この墳丘の規格は、奈良の佐紀陵山古墳（奈良県奈良市、墳丘長207メートル）とほぼ同一とされる。佐紀陵山型古墳と相似形の前方後円墳は畿内を取り囲むように分布することから、築造当時に畿内制的な領域支配が存在したとする説がある。
墳丘周囲には鍵穴形とみられる周濠（水を張らない空濠）が巡らされている。前方部前面には山陽電鉄本線・JR神戸線が通過し、墳丘周囲には道路が敷かれているため周濠の全体像は明らかでないが、元来の周濠は墳丘を全周すると推測される。この周濠の前方部南側では、通路状遺構（土橋）も確認されている。また後円部側では、周濠のさらに外側に周溝も巡らされている。この周溝は西側で小壺古墳の周濠外側へと沿うように変形するが、これが五色塚古墳・小壺古墳の同時築造を示すものか、いずれかが後に築造された際に溝に変形を加えたものかは定かでない。
周濠内では、墳丘のくびれ部左右・後円部北東の3ヶ所に方形の島状遺構（マウンド）が認められている。くびれ部左右の島状遺構は一辺20メートル。後円部北東の島状遺構では円筒埴輪棺および副葬品が出土している。これらの島状遺構の用途は明らかでないが、一説にくびれ部の遺構は祭壇、後円部北東の遺構は陪塚と推測される。

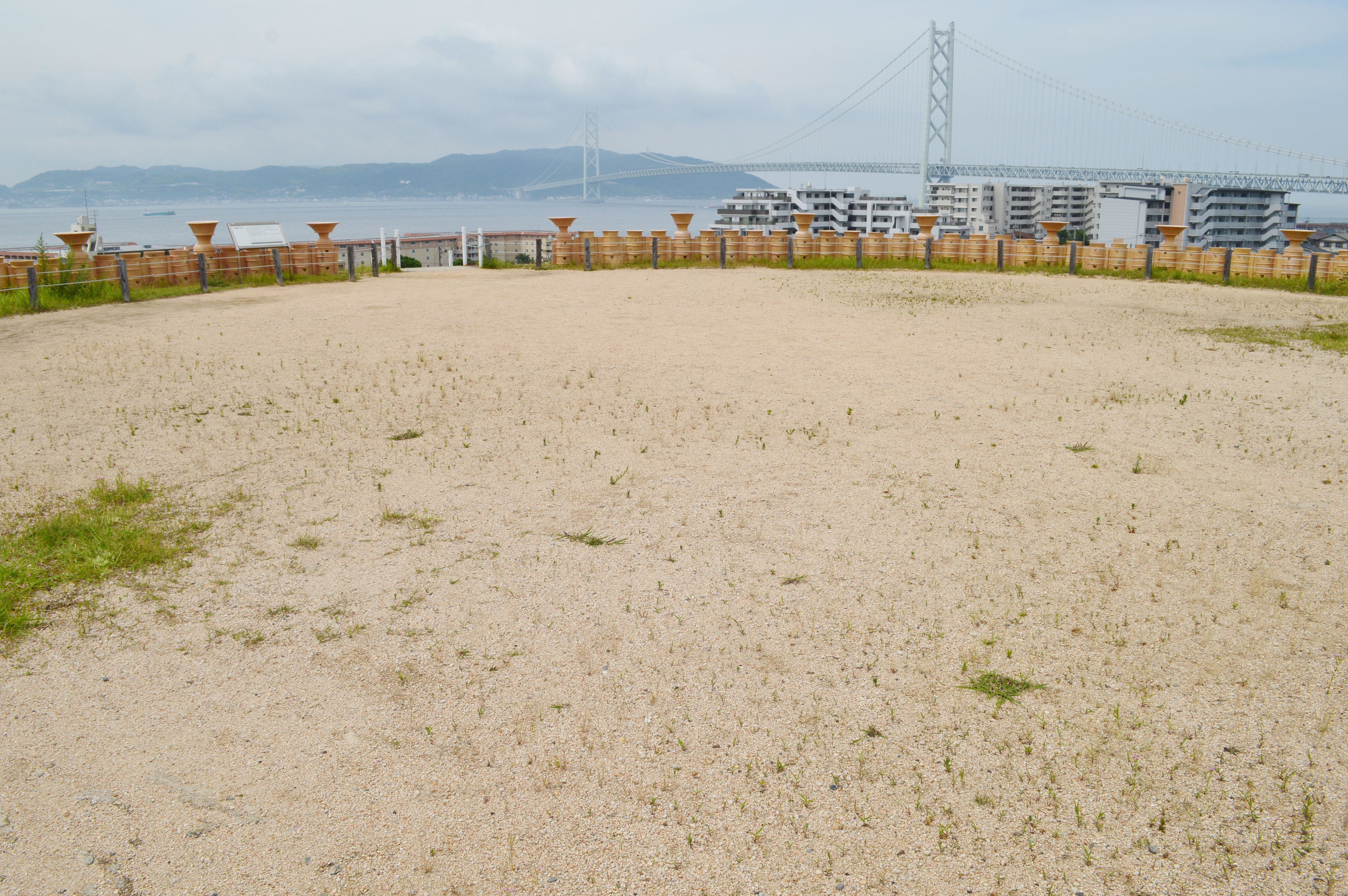
後円部墳頂
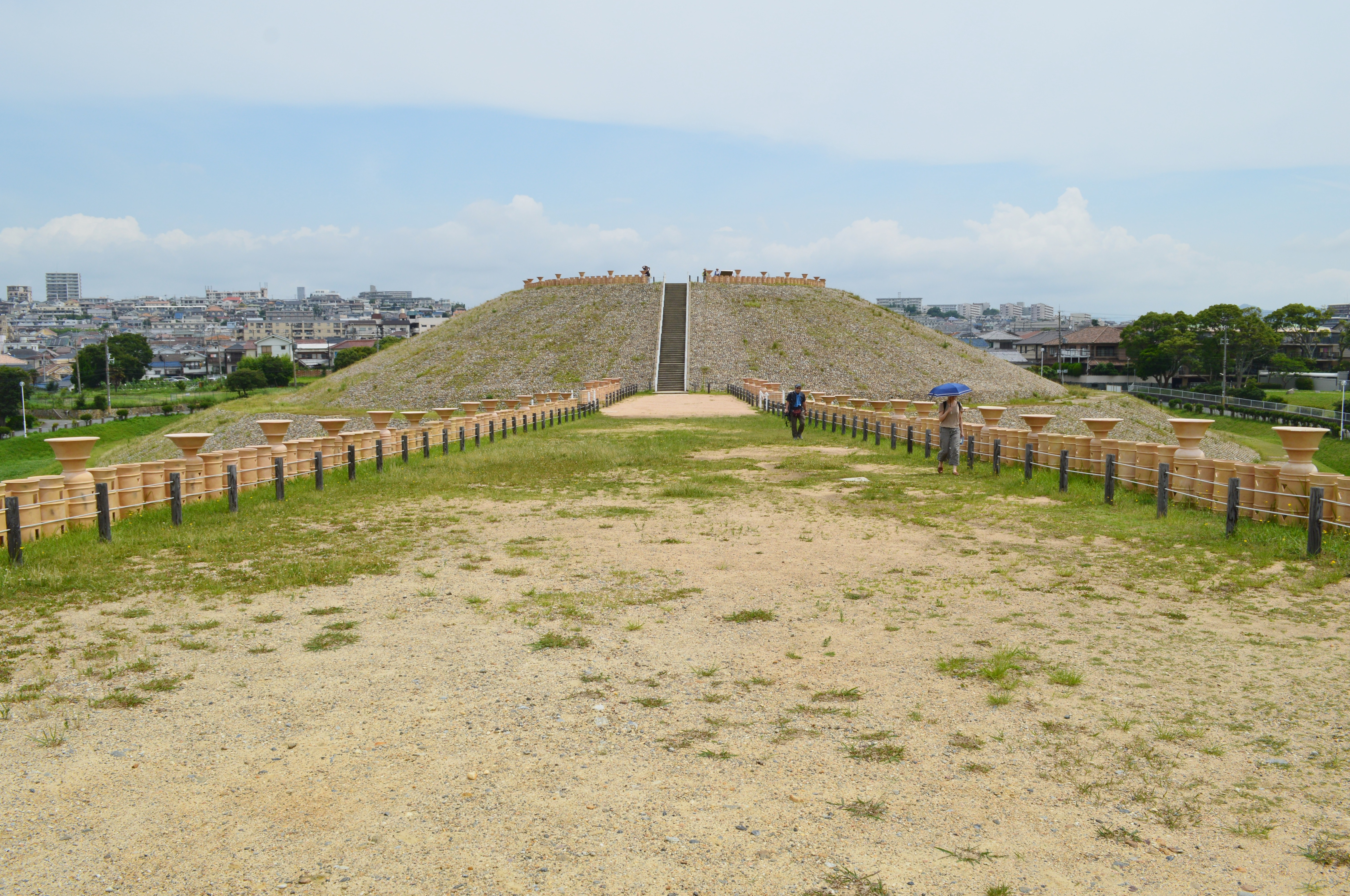
後円部（前方部から望む）
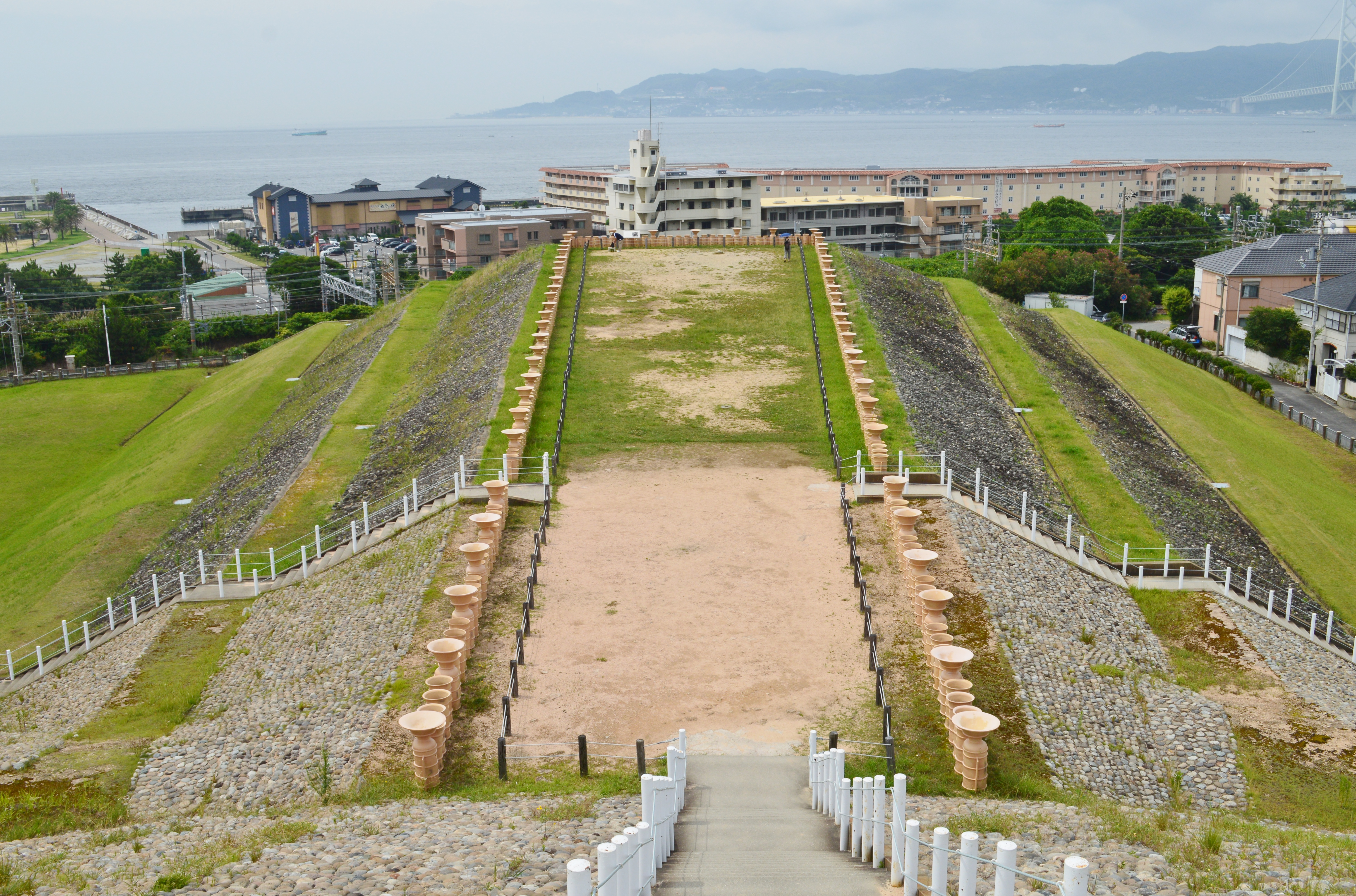
前方部（後円部から望む）
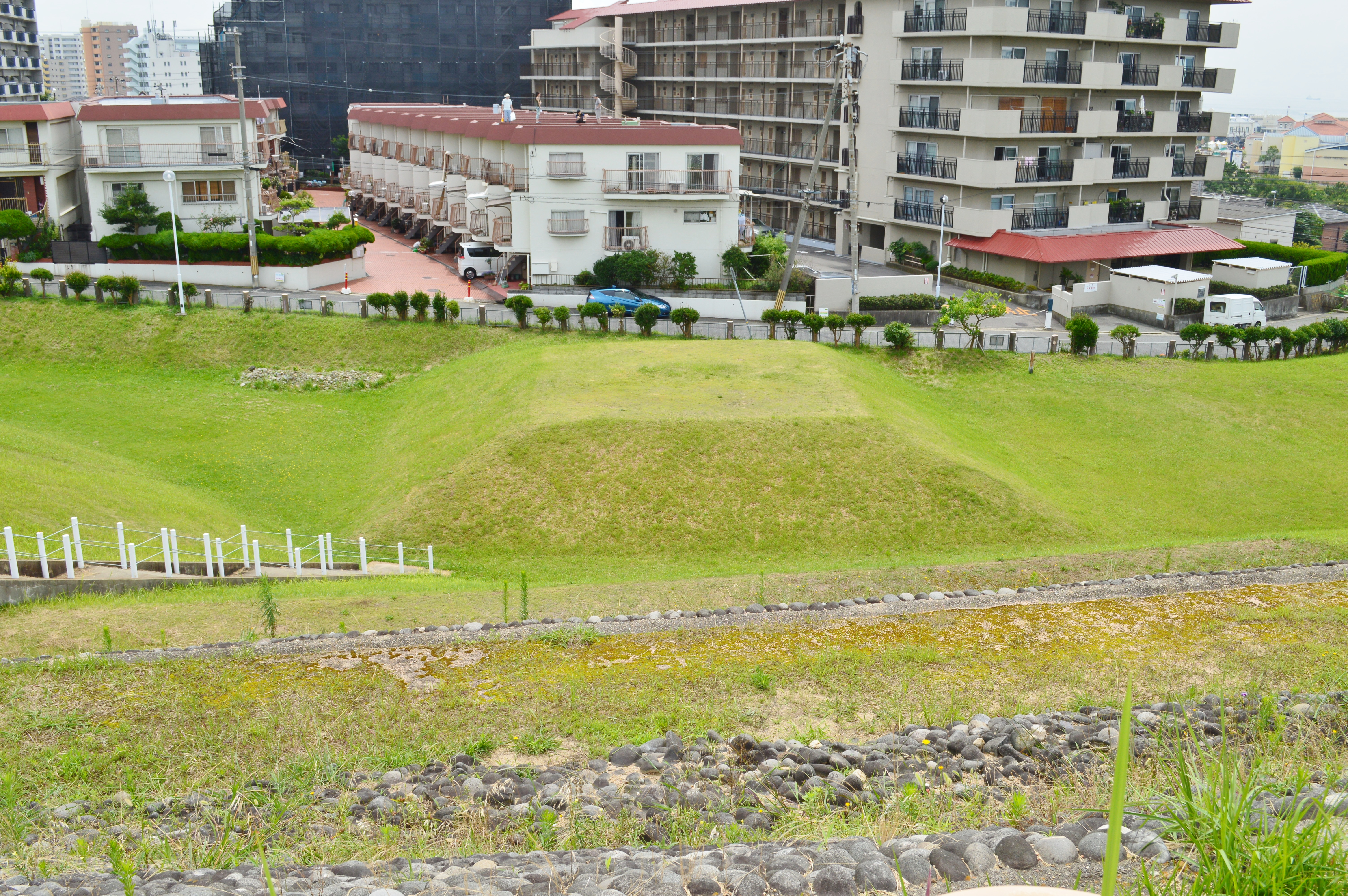
くびれ部東側島状遺構

## 外表施設

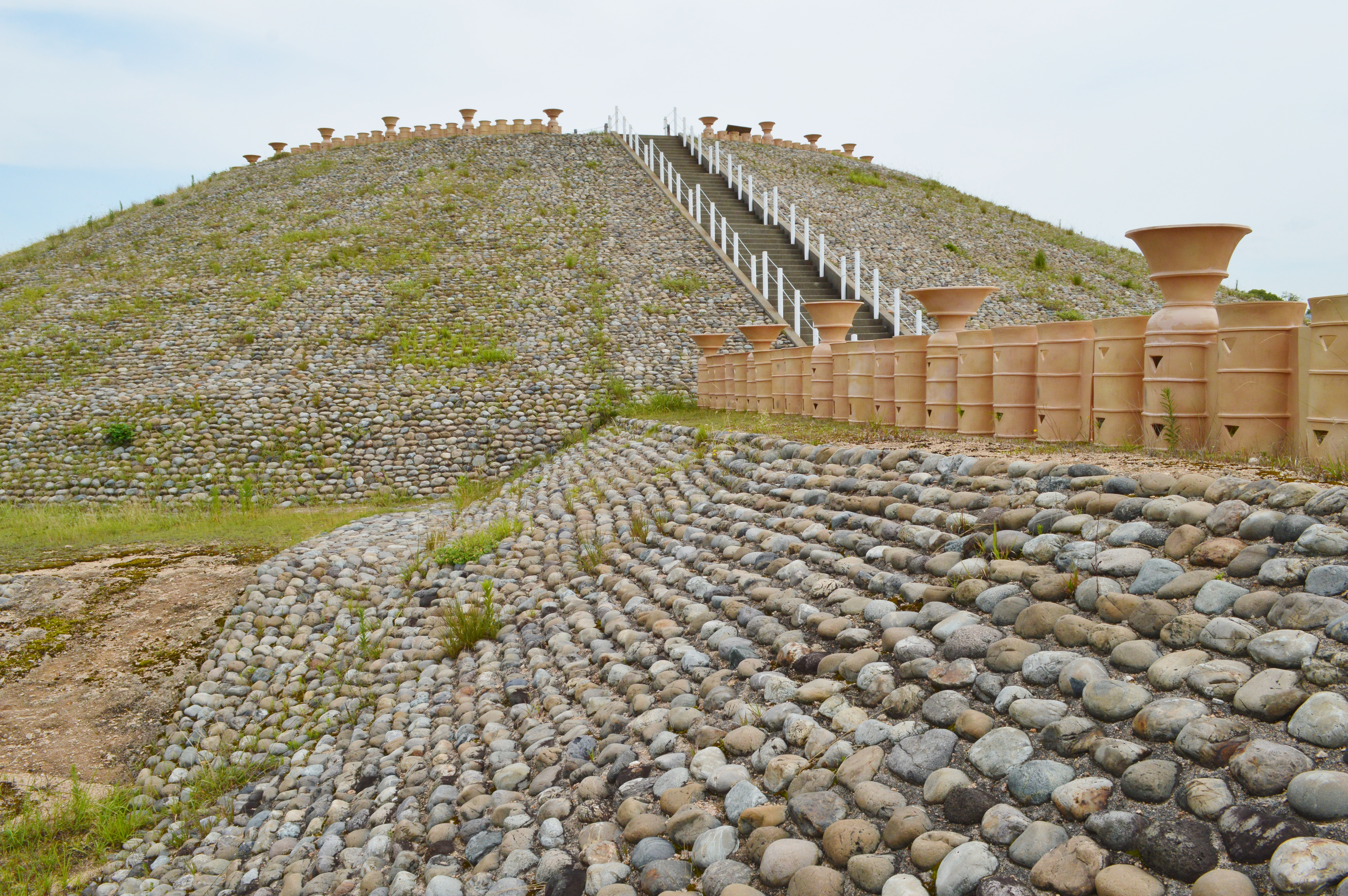
葺石（復元）・埴輪（復元）

### 埴輪
墳丘外表では、墳頂・テラスの各段に円筒埴輪列が巡らされる。埴輪列は10メートルに18本程度とし、鰭付円筒埴輪5-6本に1本の割合で鰭付朝顔形埴輪が、いずれも鰭を墳丘と平行に置かれる。各段計3重に巡らされる埴輪の総数は2,200本程度と推計される。出土した埴輪は全て黒斑を有する。また鰭付円筒埴輪は4条突帯5段構成・5条突帯6段構成の2型で、高さはそれぞれ100センチメートル・114センチメートルと異なるが、突帯間隔は約17.5センチメートルと共通する。なお、同様の埴輪列は一部の周濠外堤でも見つかっている。
近年の復元整備に際しては、これらの埴輪は後円部・前方部ともにレプリカを置く形で再現されている。なお、五色塚古墳の円筒埴輪と同様の埴輪は、西隣の小壺古墳のほか歌敷山東古墳・歌敷山西古墳・舞子浜遺跡・幣塚古墳でも知られ、特に幣塚古墳例は成分分析によると五色塚古墳例と同一産地とされる。

### 葺石
墳丘各段の斜面には、葺石が葺かれる。石1つの大きさは、上段・中段のもので直径15-30センチメートル、下段のもので直径5-10センチメートルを測る。数・重量は、上段・中段では1平方メートル辺り平均約70個・約220キログラム、下段では1平方メートル辺り平均約240個・約80キログラムで、古墳全体としては2,233,500個・2,784トンにも達する。
石材は、上段・中段（推計714,800個・2,278トン）では主に斑糲岩（一部に花崗岩等）で、地質学的には明石海峡対岸の淡路島北東岸産と推定される。下段では主にチャート・珪石で、古墳付近の海岸・河川産と推定される。『日本書紀』神功皇后紀の記事では、淡路島の石を運んで赤石（= 明石）に陵を築いたとする伝承が記されており、上の事実はその伝承を裏付けるものとして注目される。
近年の復元整備に際しては、前方部の葺石は出土した石を利用し、後円部の葺石は新たに入れた石を利用することで再現されている。

## 埋葬施設
埋葬施設は調査が実施されておらず、明らかでない。復元整備前の墳丘後円部において結晶片岩（徳島県東部産か）の出土がみられたことから、竪穴式石室（竪穴式石槨）が存在するものと推測されるが、詳らかでない。
文献上では、『播磨鑑』が『明石記』から引用して本古墳について「石棺露」と記すことから、石棺（一説に長持形石棺）が使用されたと推測する説がある。これについて近年の『発掘調査・復元整備報告書』では、この「石棺露」は実際には「竪穴式石槨の一部の露出」を指したものであって、時代的には割竹形木棺が埋納されている可能性が高いと推測する。いずれにしても、調査時点で石棺の露出やそれに伴う撹乱は認められておらず、詳細は明らかでない。
なお、『日本書紀』神功皇后紀の記事では遺骸を伴わない「偽陵」が赤石（= 明石）に築かれたとするが、考古学的には本古墳が古墳時代の人物の墓であることは確実とされる。

## 出土品

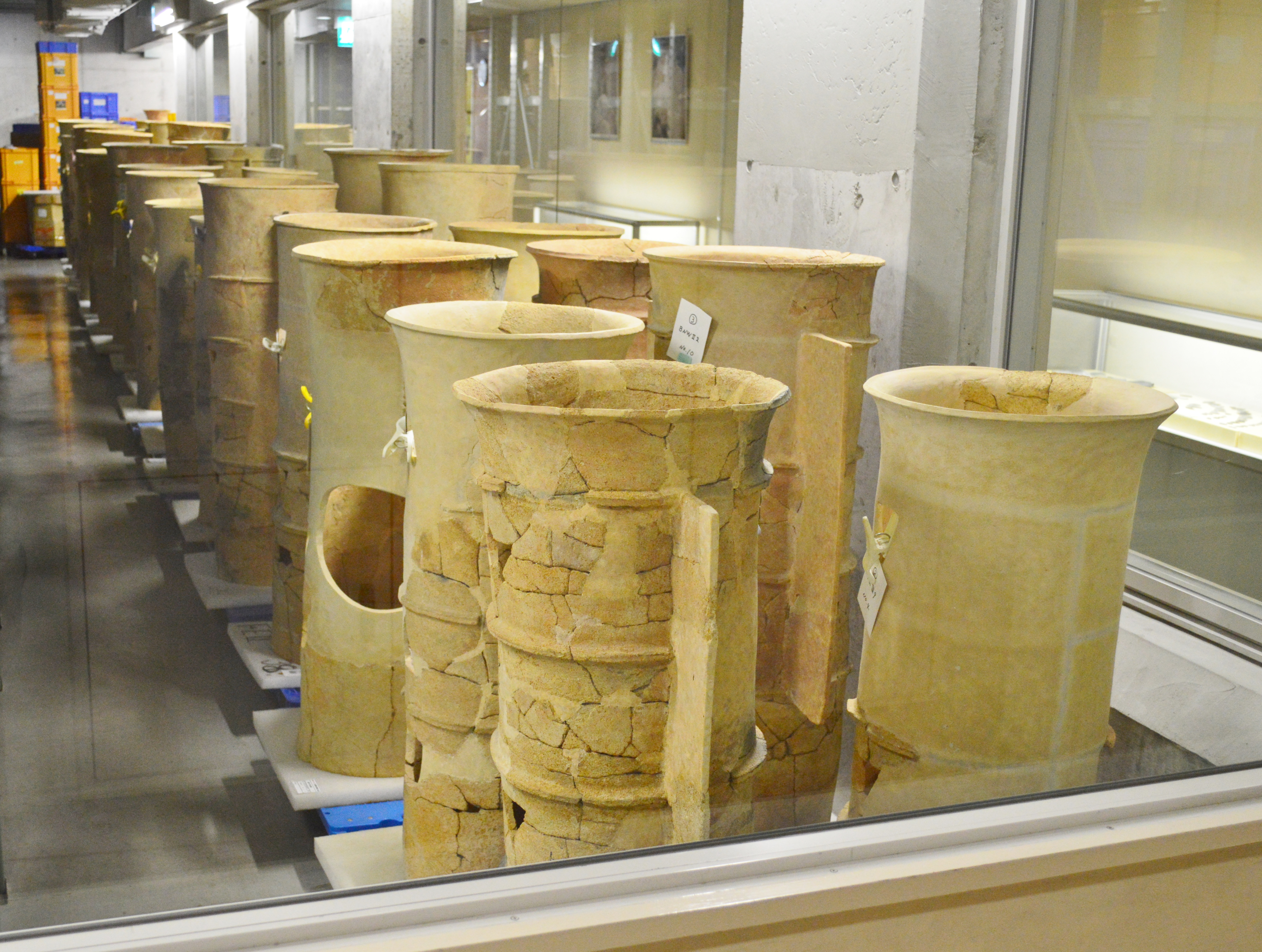
出土埴輪（国の重要文化財）神戸市埋蔵文化財センター展示。

五色塚古墳からの出土品としては、前述の円筒埴輪群が代表的なものとして知られる。埴輪は総数2,200本と推計されるうち600本が採集されている。特に採集埴輪のうち鰭付円筒埴輪42点・鰭付朝顔形埴輪3点・円筒埴輪3点の計48点は全形が復元されており、国の重要文化財に指定されている。
そのほか、墳丘では蓋形埴輪・盾形埴輪などの形象埴輪が、後円部北東の島状遺構（マウンド）では鰭付円筒埴輪棺および副葬品の土師器壺が、後円部墳頂では土師器が、西側くびれ部では子持ち勾玉が出土している。形象埴輪の残欠や土器・土製品は、前述の国の重要文化財に附指定として指定されている。

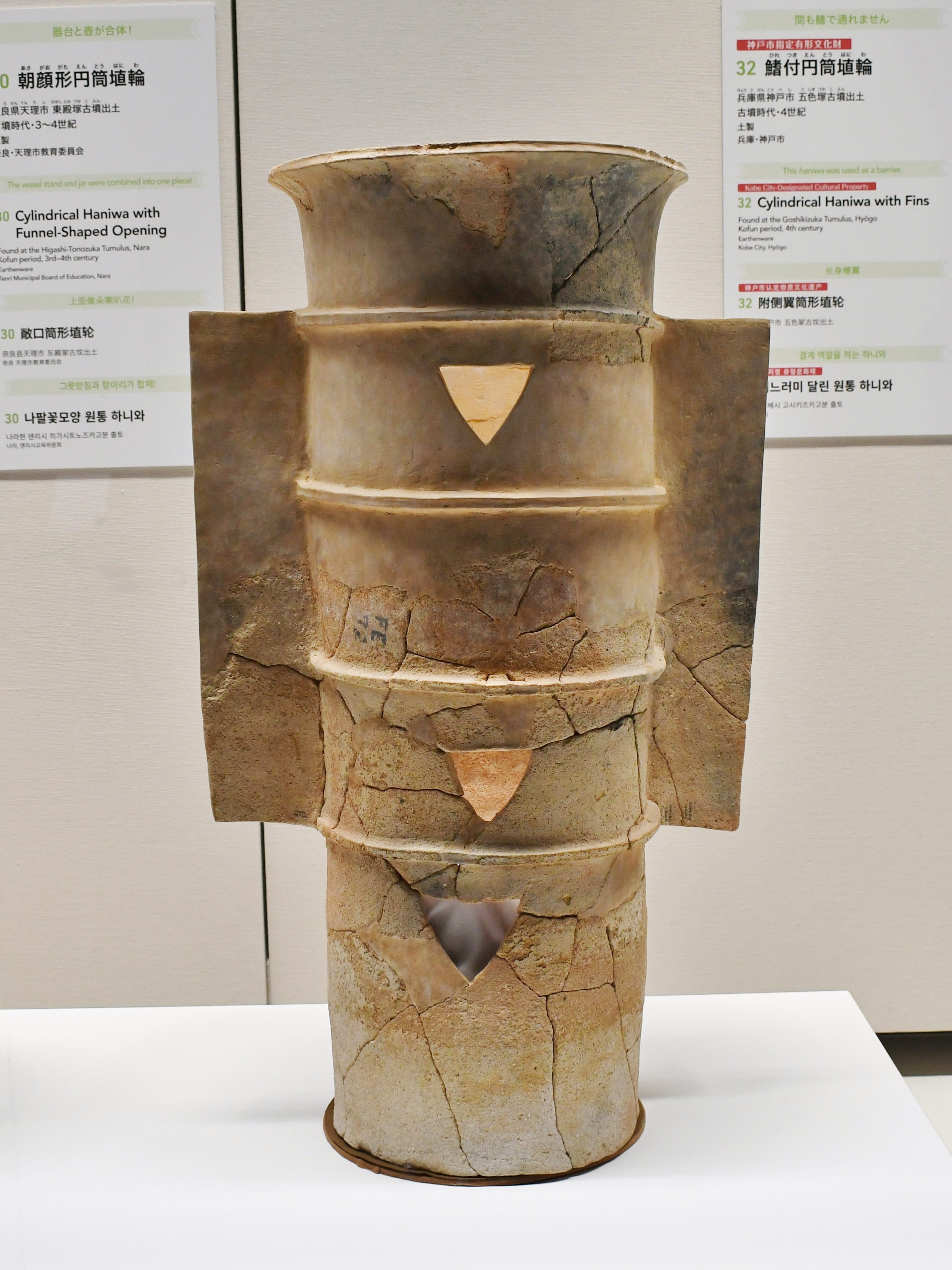
鰭付円筒埴輪 神戸市蔵、九州国立博物館特別展示時に撮影。
鰭付円筒埴輪 神戸市立博物館展示。
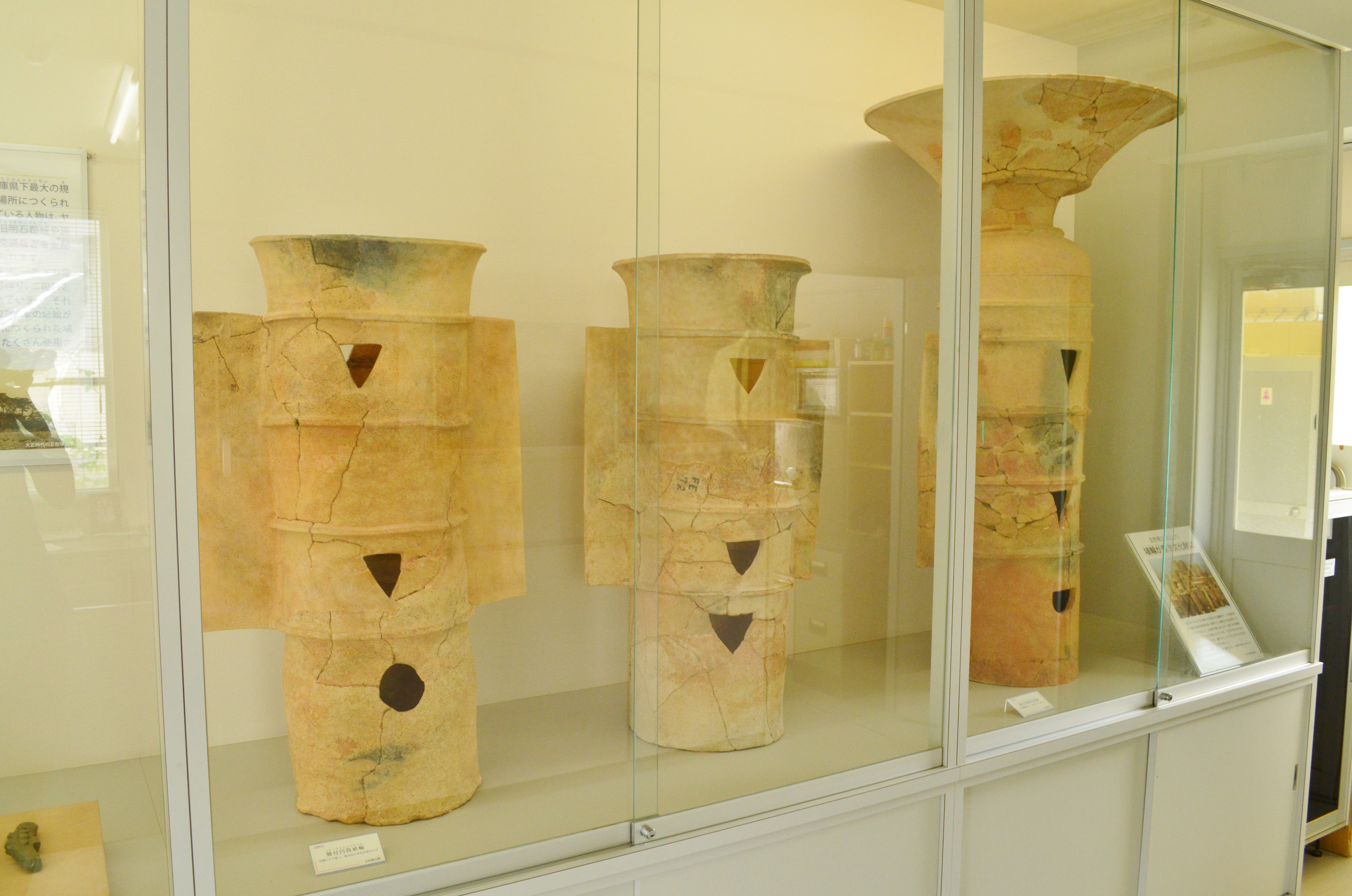
鰭付円筒埴輪・朝顔形埴輪 五色塚古墳管理事務所展示。
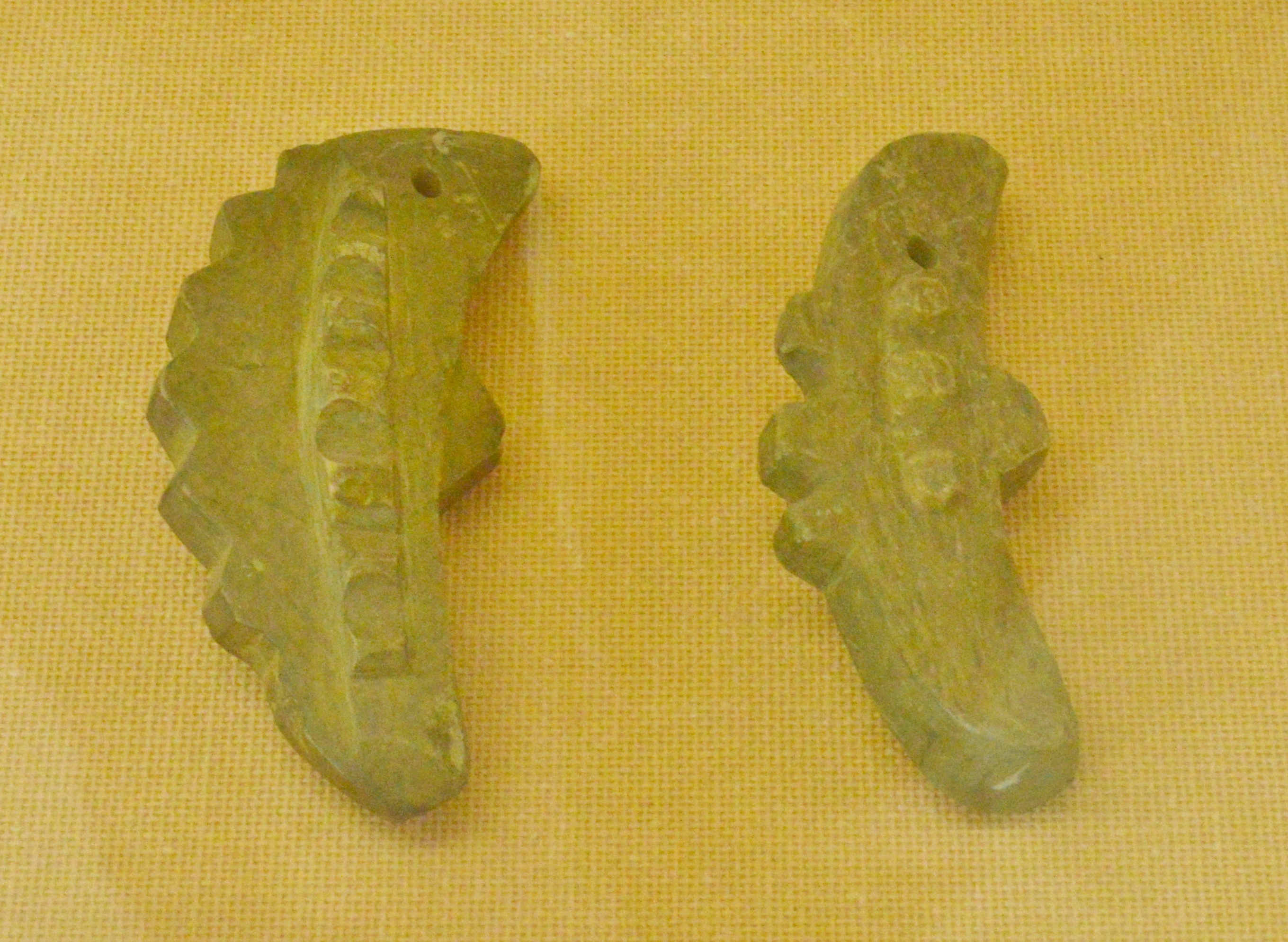
滑石子持勾玉 五色塚古墳管理事務所展示。五色塚古墳から150年下る6世紀のもの。

## 小壺古墳
小壺古墳（こつぼこふん）は、五色塚古墳の西にある古墳。形状は円墳。五色塚古墳と合わせて国の史跡に指定され、出土品は神戸市指定有形文化財に指定されている。
古墳名の「小壺」は、五色塚古墳の別称「千壺」との対比とされる。墳丘は2段築成。下段直径は70メートル、上段直径は43メートル、墳頂高さは約8.5メートルを測り、円墳としては茶すり山古墳（朝来市、直径86メートル）に次ぐ兵庫県第2位の規模になる。ただし墳丘が周辺道路の下まで及ぶため、現在は元来の2段では復元されず、盛土をして1段に成形して保護されている。墳丘外表では各段に埴輪列（推計約320本）が確認されているが、五色塚古墳と異なり葺石は認められていない。また、墳丘周囲には周濠が巡らされており、周濠内では墳丘北側で通路状遺構（土橋）も認められている。出土品としては、円筒埴輪・朝顔形埴輪のほか、形象埴輪（家形・靭形・蓋形埴輪など）がある。築造時期は、五色塚古墳と同時期の4世紀末-5世紀初頭頃と推定されるが、五色塚古墳との築造年代の前後は明らかでない。
なお文献によれば、かつて五色塚古墳の周囲には、小壺古墳のほかにも遊女塚・小塚（小壺古墳か）・四ッ塚・七ッ塚・東側陪塚と称される古墳が存在したとされる。

## 文化財

### 重要文化財（国指定）
- 兵庫県五色塚古墳出土品（考古資料） - 内訳は以下[11]。神戸市埋蔵文化財センター保管。2012年（平成24年）9月6日指定[7]。
  - 鰭付円筒埴輪 42点
  - 鰭付朝顔形埴輪 3点
  - 円筒埴輪 3点
  - 附 形象埴輪残欠 17点
  - 附 土器・土製品 15点

### 国の史跡
- 五色塚（千壺）古墳　小壺古墳
1921年（大正10年）3月3日に指定。
1974年（昭和49年）5月22日・1979年（昭和54年）7月2日・2006年（平成18年）7月28日に史跡範囲の追加指定[8]。

### 神戸市指定文化財
- 有形文化財
  - 史跡五色塚古墳・小壺古墳出土品 328点（考古資料） - 神戸市埋蔵文化財センター保管。2010年（平成22年）3月19日指定[16]。

## 伝承
| 神功皇后 | 神功皇后 | 神功皇后 | 神功皇后 | 神功皇后                 | 神功皇后                 |                          |                          | 14 仲哀天皇              | 14 仲哀天皇              | 14 仲哀天皇 | 14 仲哀天皇 | 14 仲哀天皇 | 14 仲哀天皇 |          |          | 大中姫命 | 大中姫命 | 大中姫命 | 大中姫命 | 大中姫命 | 大中姫命 |          |          |
| 神功皇后 | 神功皇后 | 神功皇后 | 神功皇后 | 神功皇后                 | 神功皇后                 |                          |                          | 14 仲哀天皇              | 14 仲哀天皇              | 14 仲哀天皇 | 14 仲哀天皇 | 14 仲哀天皇 | 14 仲哀天皇 |          |          | 大中姫命 | 大中姫命 | 大中姫命 | 大中姫命 | 大中姫命 | 大中姫命 |          |          |
|          |          |          |          |                          |                          |                          |                          |                          |                          |             |             |             |             |          |          |          |          |          |          |          |          |          |          |
|          |          |          |          |                          |                          |                          |                          |                          |                          |             |             |             |             |          |          |          |          |          |          |          |          |          |          |
|          |          |          |          | 誉田別尊 （15 応神天皇） | 誉田別尊 （15 応神天皇） | 誉田別尊 （15 応神天皇） | 誉田別尊 （15 応神天皇） | 誉田別尊 （15 応神天皇） | 誉田別尊 （15 応神天皇） |             |             | 麛坂皇子    | 麛坂皇子    | 麛坂皇子 | 麛坂皇子 | 麛坂皇子 | 麛坂皇子 | 忍熊皇子 | 忍熊皇子 | 忍熊皇子 | 忍熊皇子 | 忍熊皇子 | 忍熊皇子 |

五色塚古墳に関しては、『日本書紀』神功皇后摂政元年2月条が関連記事として知られる。同条によれば、新羅征討から戻った神功皇后が、征討前に崩御した仲哀天皇（第14代）の遺骸および誉田別尊（のちの第15代応神天皇）を伴って大和に戻る際、麛坂皇子と忍熊皇子（いずれも仲哀天皇皇子）が次の皇位が誉田別尊に決まることを恐れて皇后軍を迎撃しようとした。続けて、
として、両皇子が仲哀天皇の陵の造営のためと偽り、淡路島まで船を渡しその石を運んで赤石（= 明石）に陣地を構築したとする。この伝承について、明石の海沿いで「陵」と呼べる規模の古墳は五色塚古墳のみであることから、古くより五色塚古墳がこの「赤石の山陵」に比定されている。
上の伝承に関連する記事として、『播磨国風土記』賀古郡大国里条（印南郡大国里条）にも、息長帯日女命（神功皇后）が帯中日子命（仲哀天皇）の埋葬の際に讃岐国の羽若石（= 羽床石か）を求めたとする伝承がある。なお、『播磨国風土記』では明石郡条が欠落していることもあり、五色塚古墳自体に関する記述はない。

## 現地情報
所在地
- 兵庫県神戸市垂水区五色山4丁目

見学
- 時間：午前9時から午後5時まで
- 料金：無料
- 休園日：4月～11月／なし、12月～翌年3月／月曜、年末年始

交通アクセス
- 山陽電気鉄道（山陽電鉄）本線 霞ヶ丘駅から
  - 徒歩：約10分
- 西日本旅客鉄道（JR西日本）山陽本線（JR神戸線） 垂水駅または山陽電気鉄道（山陽電鉄）本線 山陽垂水駅から
  - 徒歩：約15分
  - バス：山陽電鉄バス1系統（霞ヶ丘・歌敷山中学校方面行き）で「霞ヶ丘交番前」バス停下車（下車後徒歩約5分）
- 車：無料駐車場あり

関連施設
- 神戸市埋蔵文化財センター（神戸市西区糀台6丁目） - 五色塚古墳の出土品を展示。